# Christophe De Beukelaer

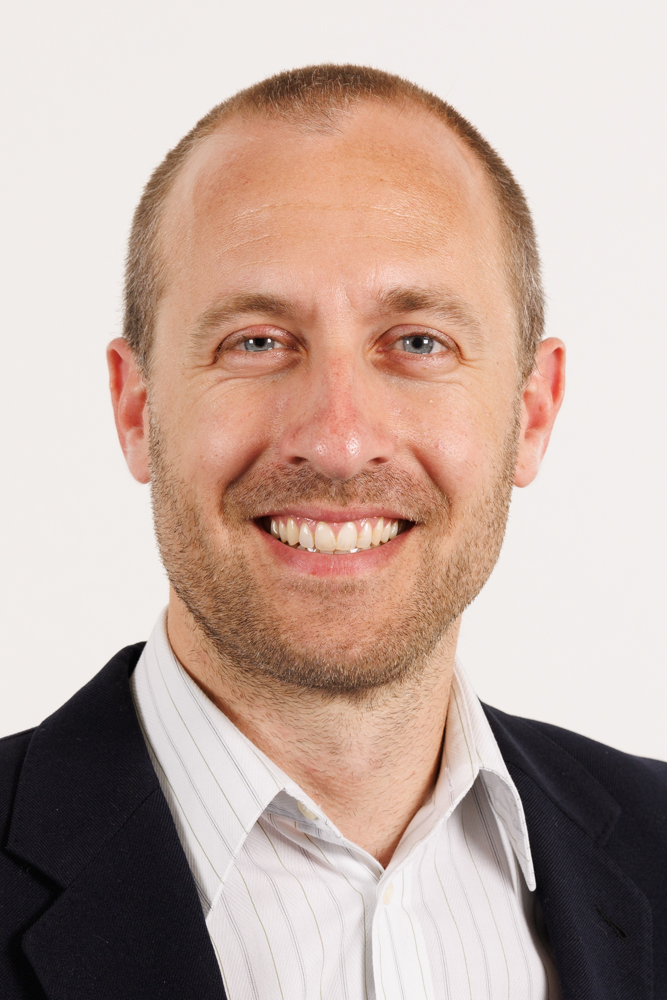
Christophe De Beukelaer

Christophe Annick Olivier Marie De Beukelaer (Ukkel, 17 augustus 1987) is een Belgisch politicus voor Les Engagés (voorheen (cdH).

## Levensloop
De Beukelaer behaalde in 2010 het diploma van handelsingenieur aan de Louvain School of Management van de UCL. Na zijn studies werkte hij een jaar lang als handelsingenieur voor Elia, de netbeheerder van het hoogspanningsnet. In 2012 nam hij het bedrijf Allofruits over, dat fruit- en geschenkmanden met Belgische en biologische voedingsproducten levert, en hij werd er tot 2021 zaakvoerder van. Sinds 2022 is hij zelfstandig consultant in financiën, bedrijfsbeheer en leefmilieu. In 2022 was hij tevens medeoprichter van de Brussels Blockchain Week, dat in Brussel conferenties houdt over digitale thema's, zoals cryptogeld en blockchain.
Voor het toenmalige cdH werd De Beukelaer voor het eerst in oktober 2012 verkozen tot gemeenteraadslid van Sint-Pieters-Woluwe. Van december 2012 tot juni 2019 was hij er schepen, tot aan de gemeenteraadsverkiezingen van oktober 2018 bevoegd voor Informatica, Senioren, Kinderopvang en Personen met een Handicap en nadien voor Mobiliteit en Openbare Werken. In juni 2019 nam hij ontslag als schepen naar aanleiding van zijn verkiezing als parlementslid, omdat hij gewonnen was voor het principe van decumul van mandaten. Sindsdien is hij enkel nog gemeenteraadslid.
Eind 2016 werd De Beukelaer nationaal voorzitter van het Jeunes cdH, de jongerenafdeling van het cdH, hetgeen hij bleef tot in 2019.
Bij de Brusselse gewestverkiezingen van mei 2019 werd De Beukelaer verkozen in het Brussels Hoofdstedelijk Parlement, waar hij mobiliteits-, begrotings- en energiekwesties ging opvolgen en een institutionele vereenvoudiging van het Brussels Gewest ging bepleiten. Hij bereidde mee de vernieuwing van het cdH voor, die als sluitstuk hiervan in 2022 getransformeerd werd tot Les Engagés. Sinds 2022 is hij voorzitter van de Les Engagés-federatie van Brussel. 
In juni 2024 werd De Beukelaer als lijsttrekker herkozen in het Brussels Parlement en nadien werd hij er fractievoorzitter voor zijn partij. Toen de Brusselse regeringsvorming in februari 2025 helemaal vastliep op een veto van de PS tegen een regering met de Vlaams-nationalistische N-VA, nam Van den Brandt samen met De Beukelaer een informatieopdracht op in een poging om de zaken recht te trekken. In maart 2025 stelden zij voor om N-VA in de regeringsonderhandelingen te vervangen door CD&V, wat dan weer tot tegenkanting van Open Vld leidde en dus geen doorbraak opleverde in de regeringsvorming.